# Gushi Cã
Gushi Cã (em mongol: Гүүш хаан, Gùùš khan) (1582–1655) foi um líder mongol e príncipe da tribo Hoshud, governante do Canato Hoshud, que suplantou os descendentes Tumed de Altã Cã.
Seu apoio militar à escola Guelupa do budismo tibetano permitiu que o Lobsang Gyatso estabelecesse controle político sobre o Tibete. Em 1637, Gushi Cã derrotou o príncipe mongol rival Tsogtu Khung Taiji, um seguidor dos Kagyu, perto do Lago Chingai e estabeleceu seu próprio canato no Tibete.

## Biografia
Gushi Cã nasceu como Torobaikhu, o terceiro filho de Akhai Khatun e Khanai Noyan Khonggor, chefe da tribo hosude dos oirates. Aos 12 anos, Torobaikhu já havia ganhado fama na batalha contra os Turquestões. Em 1630, ele sucedeu seu irmão mais velho Baibaghas como líder do Hosude com o título de Gushi ou Gushi Cã.
Sonam Rapten, que foi regente durante a juventude de Lozang Gyatso, o quinto dalai-lama, procurou a ajuda de Gushri Khan para acabar com a perseguição à escola Gelugpa e unificar o Tibete. Gushi Cã levou três anos para instalar Lozang Gyatso como líder de um Tibete unificado. Os mosteiros Gelugpa fizeram apelos por ajuda contra os partidários das seitas rivais Carmapa e Bon-po, como Tsogtu Taiji.
A campanha militar foi preparada em 1639. No inverno de 1640, Gushi derrotou todos os inimigos do Dalai Lama e conquistou Kham com outras forças Oirat-Mongóis das tribos Dragute e Dorvode, auxiliadas pelos tibetanos, superando a resistência das tribos mongóis de calca e cahar, aliadas ao rei de Ussangue e outras forças anti-Gelug. Os mongóis ocidentais foram derrotados no Tibete ao mesmo tempo em que eram esmagados na Mongólia pelos invasores manchus.

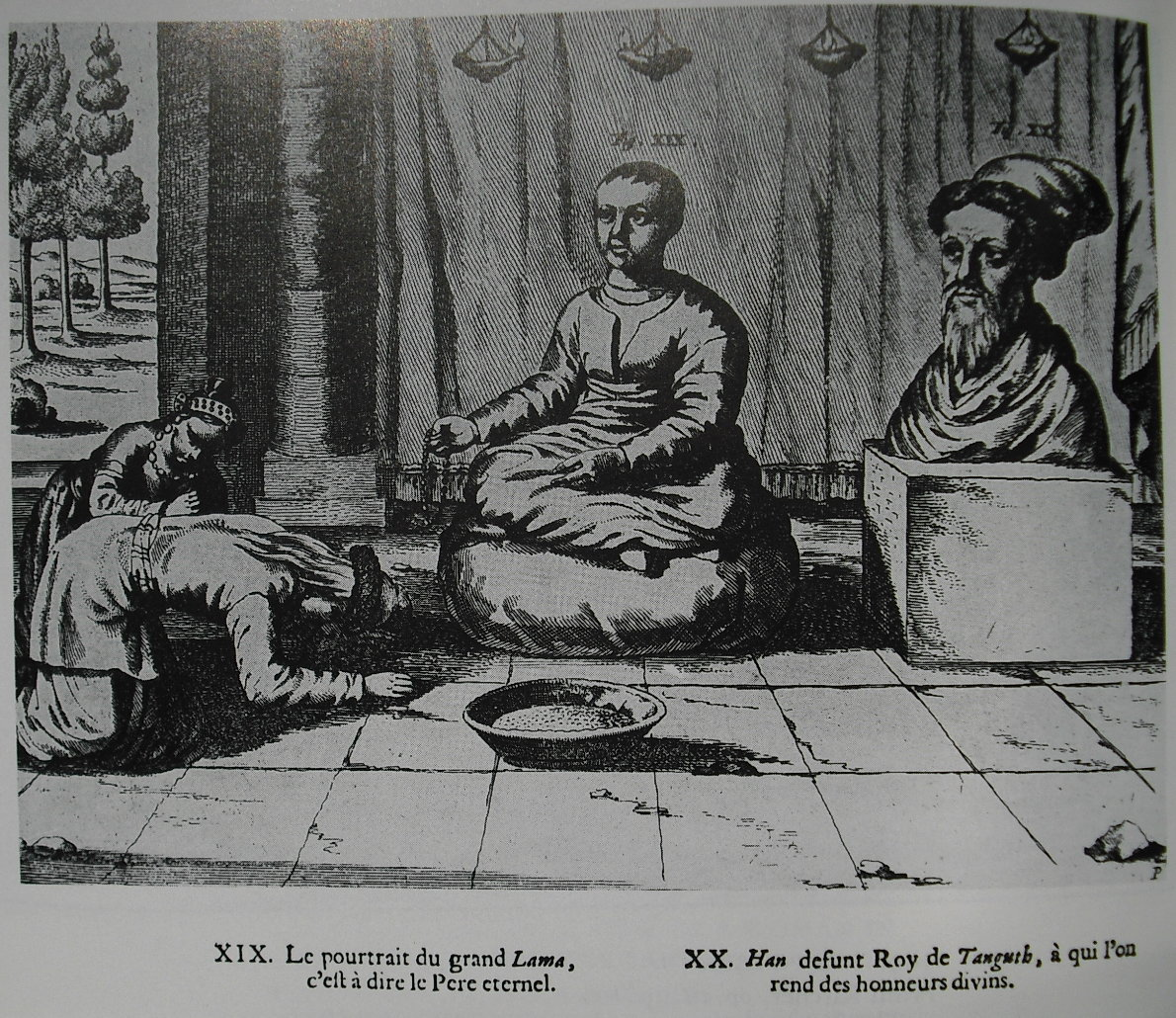
Estátuas do 5º Dalai Lama e (aparentemente) Gushi Cã vistas por Johann Grueber no átrio do palácio do Dalai Lama em 1661

A invasão do Tibete por Gushri Khan resultou na derrubada de Karma Tenkyong, Príncipe de Ussangue, em 13 de abril de 1642, suplantando a escola rival Carmapa, e o Quinto Dalai Lama foi então instalado no trono do rei deposto. Mais tarde, o novo governante concedeu a Gushi o título de Rei do Tibete.
Gushi Cã foi morto em janeiro de 1655 deixando dez filhos. Seu filho Daian o sucedeu. Entretanto, oito dos outros filhos, com suas tribos, se estabeleceram na região estrategicamente importante do Lago Chingai, em Amdo, constantemente disputando território. O Quinto Dalai Lama enviou vários governadores em 1656 e 1659. Os mongóis gradualmente se tornaram tibetanizados e desempenharam um papel importante na extensão da influência da escola Gelug em Amdo. 